# Bicoxidens nigerrimus
Bicoxidens nigerrimus är en mångfotingart som beskrevs av Carl Graf Attems 1928. Bicoxidens nigerrimus ingår i släktet Bicoxidens och familjen Spirostreptidae. Inga underarter finns listade i Catalogue of Life.